# 소규모 아카시아 밴드
소규모 아카시아 밴드는 대한민국의 밴드이다. 소속사는 파스텔 뮤직이다. 김민홍과 송은지는 클래지콰이의 호란의 소개로 만나게 됐고, 그 이름도 호란이 지어준 것이다. 2009년부턴 드러머인 진호가 합류해서 활동하고 있다.

## 멤버

### 정식 멤버
- 김민홍 - 기타, 보컬
- 송은지 - 기타, 보컬

### 객원 멤버
- 요조 - 보컬, 백보컬

## 음반 목록

### 정규 음반
- 2004년, 《1집-소규모 아카시아 밴드》. 소울샵 레코드/드림비트

종이 케이스에 담겨졌던 초기 판본과 디지팩으로 재발매된 두개의 판본이 존재하며, 초판에는 노래 제목이 전부 영어로 쓰여 있다.
1. Hello
2. So Good Bye
3. S
4. In
5. 뚜뚜뚜(Ddu Ddu Ddu)
6. 오징어 보트(A Squid Boat)
7. 라라라(Lalala)
8. Monkey
9. Fish
10. Love Is Lie
11. 나비(Butterfly)
12. Come back

- 2006년, 《2집-입술이 달빛》. 파스텔 뮤직/CJ 뮤직

1. 고양이 소야곡
2. 슬픈 사랑 노래
3. 오직 지금은 너만
4. 입술이 달빛
5. 사랑
6. 또 돌아보고
7. 겁쟁이
8. 두꺼비
9. 파티
10. 사랑을 하다(보너스 트랙)
11. 사랑 with Chorus(보너스 트랙)
12. 두꺼비 Acoustic Ver.(보너스 트랙)
13. 입술이 달빛 Acoustic Ver.(보너스 트랙)
14. 내 사랑 그대여(보너스 트랙)

- 2007년, 《우리는 소규모 아카시아 밴드입니다》. 파스텔 뮤직

1. 기다림
2. 너에게 반한 날
3. 소녀 어른이 되다
4. 너
5. 나무
6. My Favorite Song
7. Show Show Show
8. 느린 날
9. My Favorite Song (Korean Version)

- 2008년, 《3집-일곱날들》. 파스텔 뮤직

1. 시작된 여행
2. 누가 만들었을까
3. ㄱㅣㅅㅣㄱㅛㅍ
4. 바다 앞 언덕에
5. 커피 타는 방법
6. 취생몽사
7. 물고기 종
8. 고창에서 의사를 만났네
9. 할머니
10. 바다 앞 언덕에 (Making Track)
11. 누가 만들었을까 (Making Track)
12. 물고기 종 (Bonus Track)

- 2011년, 《4집-Ciaosmos》. 파스텔 뮤직

1. CIAOSMOS
2. DREAM IS OVER
3. LADYBIRD
4. LIFE IS NOISE
5. 23 RED OCEAN
6. 물에 사는 돌
7. 서부간선
8. 좋아하는 것, 괜찮은 것
9. 던져지고 있는 돌
10. LOVE ON

- 2013년, 《5집-Slow Diving Table》. 파스텔 뮤직

1. 꿈길
2. If You Leave
3. 순간
4. 해피 론리 데이
5. 다가다가
6. Almost Blue
7. U.F.O.
8. 다녀온 이야기
9. 사람
10. 아름다운 것
11. 지금
12. 파티 2
13. 다녀온 이야기 Noise Ver.
14. Bird

### 소품집
- 2008년, 《여름날》. 파스텔 뮤직

### 컴필레이션
- 2006년, 《CRACKER : cartoon soundtrack》 compilation for a bittersweet love story. 파스텔 뮤직/애니북스

SIDE B-02. Elliott Smith - 소규모 아카시아 밴드

### 해외 발매
- 2007년 6월 2일 일본의 레이블 p-vine에서 1집과 2집이 발매되었다.

## 서적
- 《조금씩 가까이 너에게(파스텔뮤직 에세이북)》. 북클라우드. 2012년 10월 10일. ISBN 978-89-93357-88-2.